# Grabowiec (województwo podkarpackie)
Grabowiec – wieś w Polsce położona w województwie podkarpackim, w powiecie jarosławskim, w gminie Radymno.
W latach 1975−1998 miejscowość administracyjnie należała do województwa przemyskiego.
| SIMC    | Nazwa | Rodzaj    |
| ------- | ----- | --------- |
| 0609480 | Ryń   | część wsi |